# Пилецкий, Витольд
Ви́тольд Пиле́цкий (пол. Witold Pilecki, псевдонимы: Witold, Druh, Roman Jezierski, Tomasz Serafiński; 13 мая 1901, Олонец, Олонецкая губерния, Российская империя — 25 мая 1948, Варшава) — ротмистр Войска Польского. Деятель подполья, подчинённого польскому правительству в изгнании; организатор движения сопротивления в концентрационном лагере Освенцим, информацию о нацистских преступлениях в котором сделал достоянием западной общественности, и успешного побега оттуда. В Польской Народной Республике был казнён в 1948 году по обвинению в шпионаже.

## Детство и молодость
Родился в городе Олонец, Олонецкая губерния, в старинной польской шляхетской семье, носящей герб Лелива. Дед Пилецкого Юзеф участвовал в восстании 1863 года и был после него сослан в Сибирь, отец Юлиан окончил Лесной институт в Санкт-Петербурге, но так как ввиду русификации «Западного края» он как поляк не смог получить должности по специальности на родине — в Литве, принял должность лесника в Олонецкой губернии, где и родился Витольд.
С 1910 года Пилецкий проживал в Вильне, где учился в коммерческой школе. С 1914 года был членом запрещённого царскими властями харцерского движения (в отряде, в который входили в том числе братья Станислав и Юзеф Мацкевичи). В 1915 году ввиду наступления немцев семья переехала в имение родственника под Витебском, затем Пилецкий учился в Орле, где стал участником патриотического кружка, возглавлявшегося Станиславом Свяневичем, и местной харцерской дружины, а в 1916 году сам основал харцерский отряд. Однако революция и последовавшие за ней войны прервали его обучение, так что экзамены на аттестат зрелости (пол. matura) он сдал уже в 1921 году после демобилизации из польской армии.

## Революция и советско-польская война
В начале 1918 года Пилецкий со своими товарищами атаковал военные склады возле Орла, чтобы захватить форму и оружие и присоединиться к 1-му польскому корпусу генерала Юзефа Довбора-Мусницкого. План не увенчался успехом, но развал фронта позволил молодым людям пробраться на родину. В конце 1918 года Пилецкий в составе польской самообороны Вильны принимает участие в изгнании немецких войск, а после захвата Вильны Красной Армией вступает в конный партизанский отряд «Люпашки» (Ежи Домбровского). В составе Войска Польского сражался во время Советско-польской войны. Как кавалерист участвовал в обороне Гродно. 5 августа 1920 поступил в 211-й уланский полк и в его рядах участвовал в Варшавском сражении 1920 года, в польско-литовской войне, в бою в Рудницкой пуще и во взятии Вильны. Дважды награждён Крестом за доблесть.
После войны демобилизован. В 1934 имел звание подпоручика запаса со старшинством с 1 июля 1925 и 300 местом. Он оставался в списке военнообязанных в Уездном Военном Комиссариате в городе Лида с назначением в 26-й полк великопольских уланов в городе Барановичи.

## Вторая мировая война
В августе 1939 он повторно мобилизован. Сражался против немцев в Польской кампании 1939 года в качестве командира взвода в эскадроне дивизионной кавалерии 19 пехотной дивизии армии «Пруссы». Последние бои его отряд провёл как партизанское подразделение. Пилецкий распустил свой взвод 17 октября 1939 года и перешёл на нелегальное положение.

### Участие в подполье
После окончания Польской кампании 1939 года пробрался в Варшаву и стал одним из организаторов подпольной организации «Тайная польская армия», созданной 9 ноября 1939 года под командованием Яна Влодаркевича, позже подчинённой Союзу Вооруженной Борьбы.

### Добровольное заключение в концлагере Освенцим
В 1940 году Пилецкий представил командованию план проникновения в концентрационный лагерь «Освенцим». До этого времени было мало сведений о происходящем там, о том, что в Освенциме создан лагерь смерти — «Освенцим» считался скорее огромной тюрьмой новой конструкции. Требовалось изучить ситуацию в лагере. Командование одобрило план Пилецкого, он был снабжен поддельными документами. 19 сентября 1940 года во время проводимой немцами уличной облавы он добровольно сдался немцам (возле жилого корпуса на Аллее Войска Польского № 40 в Варшаве) с целью попасть в лагерь в качестве узника для получения информации и проведения подпольной работы. После двухдневного заключения в Варшаве он был доставлен в этот концлагерь в ночь с 21 на 22 сентября 1940 года в составе так называемого второго варшавского транспорта, состоявшего из поляков, арестованных немцами.
Под фамилией Томаш Серафиньский (пол. Tomasz Serafiński), узник № 4859 Витольд Пилецкий был главным организатором польского подполья в лагере (позднее появились также подпольные группы других наций и стран, в том числе советская). В организованной им сети, названной Пилецким «Союз военной организации» (пол. Związek Organizacji Wojskowej), состояли, в частности, скульптор Ксаверий Дуниковский и лыжник Бронислав Чех. Пилецкий составлял доклады, посылаемые командованию Союза вооружённой борьбы в Варшаву и дальше на Запад. С марта 1941 года его сообщения получало польское правительство в Лондоне. Позже под его руководством в лагере тайно был построен радиопередатчик, детали для которого передавались в течение семи месяцев. Этот радиопередатчик использовали для сообщений о количестве приходящих в лагерь транспортных средств с заключенными и передачи другой важной информации. Позже передатчик был разобран, поскольку опасность его раскрытия охраной лагеря стала слишком высокой. Сообщения Пилецкого были основным источником информации об Освенциме, в том числе об истреблении заключённых-евреев, для польского Сопротивления и для сил Союзников.
В ноябре 1941 года он был произведён в поручики приказом генерала Стефана Ровецкого. Перенёс в лагере пневмонию.

### Побег из Освенцима. Подполье и Варшавское восстание 1944 года
В ночь с 26 на 27 апреля 1943 года Пилецкому удалось совершить побег из лагеря. Пилецкий с двумя товарищами вышел на смену в пекарне за пределами лагеря. Они разоружили охрану, забрали документы охранников, прервали телефонную связь и бежали. Вдоль железной дороги они дошли до реки Сола, а потом и до Вислы, по которой они проплыли в найденной лодке. Католический священник в городке Альверня предоставил им еду и проводника. Через Тынец, окрестности города Величка и Неполомицкую пущу они пробрались в город Бохня, где скрывались в доме семьи Ожаров на улице Сондецкой. Потом они дошли до города Новы-Виснич, где Пилецкий нашёл настоящего Томаша Серафинского. Серафинский связал Пилецкого с местным отделом Армии крайовой, где Пилецкий предложил свой план атаковать концлагерь Освенцим. Однако его проект вооружённого захвата и освобождения концлагеря не получил одобрения со стороны верховного командования.
После побега Пилецкий подготовил большой отчёт о положении в Освенциме — так называемый «Отчёт Пилецкого». Расширенная версия этого отчёта был написана им в 1945 году, но опубликована только в 2000 году.
В 1943—1944 годах Пилецкий служил в III отделе подразделения Кедыв Главного Командования Армии крайовой (в том числе в виде заместителя командира разведочно-информационной бригады «Камелеон»-«Еж»), участвовал в Варшавском восстании 1944 года. Вначале он сражался в качестве рядового стрелка в отряде «Варшавянка», потом командовал одним из отрядов группы «Хробры II» в т. н. «Витольдовом редуте» (польск.: Reduta Witolda) в бывшем помещении редакции газеты «Речьпосполита». В 1944—1945 годах находился в немецком плену в Офлаге VII A Мурнау, потом — во 2-м польском корпусе в Италии. В октябре 1945 года по личному приказу генерала Владислава Андерса вернулся в Польшу с целью вести там разведывательную деятельность в пользу 2-го корпуса.

## После войны
Осенью 1945 года Пилецкий организовал разведывательную сеть и начал собирать информацию о положении в Польше, в том числе о солдатах Армии крайовой, заключённых в лагерях НКВД на территории Польши и ссылаемых в Советский Союз. Он получал разведданные из Министерства общественной безопасности, Министерства национальной обороны и Министерства иностранных дел.
Пилецкий игнорировал приказ генерала Владислава Андерса покинуть Польшу в связи с угрозой ареста. Он обдумывал возможность воспользоваться амнистией 1947 года, но в конце концов решил не выходить из подполья.

### Процесс

#### Обвинение

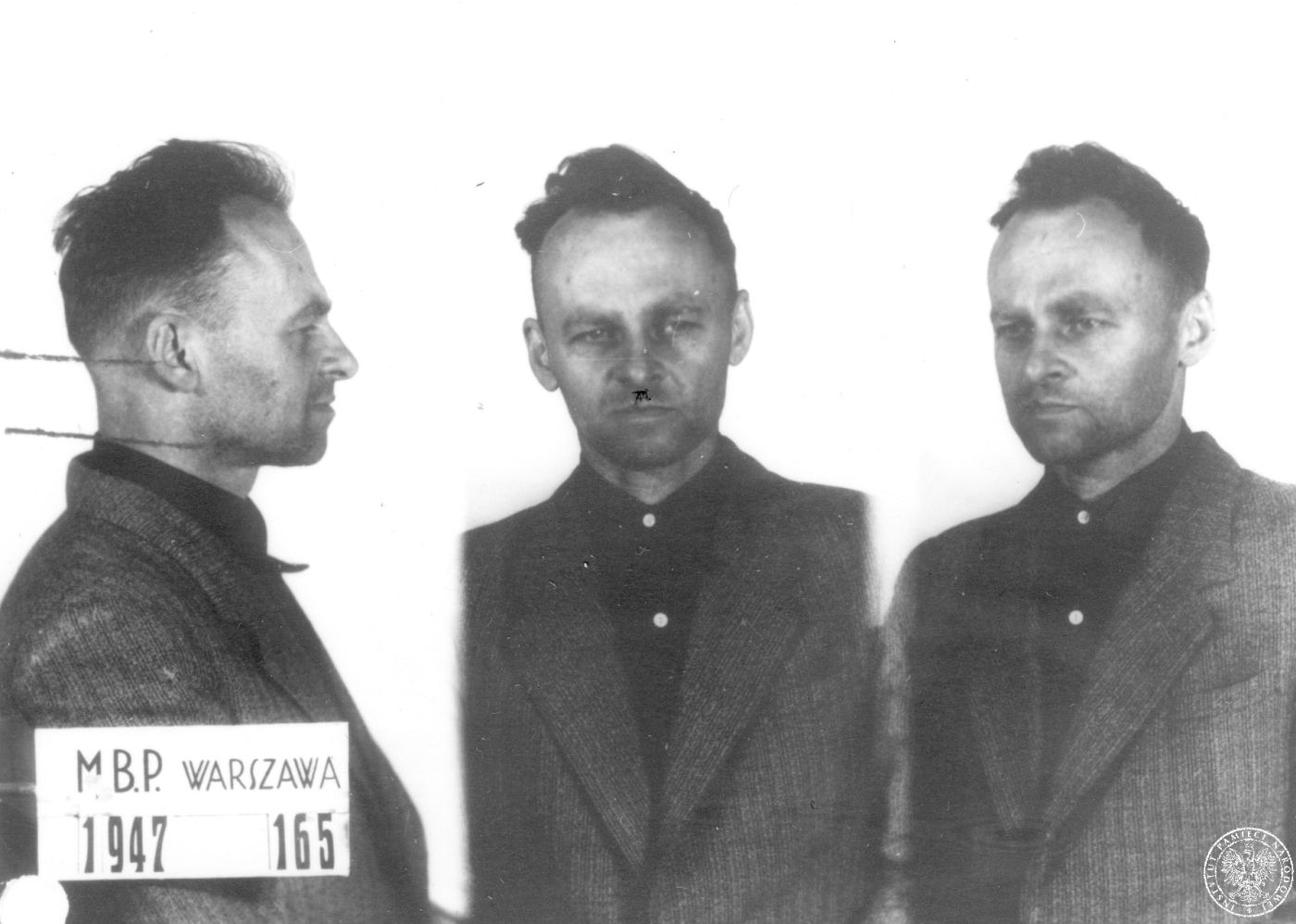
Снимки, сделанные в варшавской мокотувской тюрьме после ареста (1947)

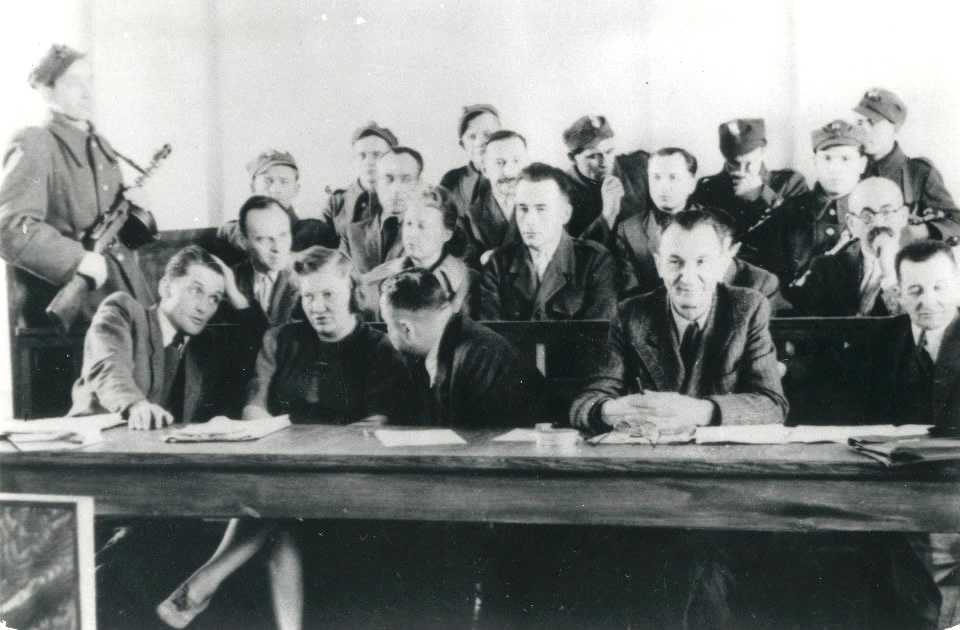
Скамья подсудимых в процессе Витольда Пилецкого, март 1948 года

8 мая 1947 он был арестован, подвергнут пыткам в следственном департаменте Министерства общественной безопасности под руководством генерала Романа Ромковского и полковника Юзефа Ружаньского.
3 марта 1948 года начался процесс так называемой «Группы Витольда». Пилецкий был обвинён в:
- нелегальном переходе государственной границы,
- использовании подложных документов,
- отсутствии регистрации в райвоенкомате,
- нелегальном владении оружием,
- ведении шпионской деятельности в пользу В. Андерса,
- подготовке покушения на группу чиновников Министерства общественной безопасности.

Обвинение в подготовке покушения Пилецкий решительно отверг во время процесса; относительно разведывательной деятельности, он считал её информационной деятельностью в пользу 2-го корпуса, офицером которого он по-прежнему считался. Он признал себя виновным по остальным пунктам обвинения во время процесса. Обвинение не только предъявило немало фальсифицированных материалов, но и выставило своим свидетелем бывшего заключенного Освенцима, одного из инициаторов создания групп Сопротивления в лагере, а в будущем — председателя совета министров Польши Юзефа Циранкевича, который отказался подтвердить роль Пилецкого в организации подполья в лагере и поддержать ходатайство о его помиловании.

#### Судебная коллегия
Прокурором, представлявшим обвинение Пилецкого, был майор Чеслав Лапиньский, председателем судебной коллегии являлся подполковник Ян Хрыцковян (они оба — бывшие офицеры Армии крайовой), судьёй был капитан Юзеф Бадецкий. Состав судебной коллегии (один судья и один заседатель) не соответствовал законам того времени.

#### Приговор и казнь Витольда Пилецкого
25 мая 1948 года ротмистр был приговорён к смертной казни и вскоре казнён. Приговор был приведён в исполнение 25 мая в Мокотувской тюрьме на Раковецкой улице в Варшаве, выстрелом в затылок.
Витольд Пилецкий оставил жену, дочь и сына. Место захоронения неизвестно, вероятно, останки были закопаны на свалке мусора около воинского кладбища Воинские Повонзки в Варшаве (т. н. Участок на лужке).
В Польской Народной Республике всякая информация о достижениях и судьбе Пилецкого запрещалась цензурой.

#### Приговоры членам группы
Вместе с ротмистром Пилецким были приговорены:

— Мария Шелёнговская — смертная казнь (заменена на заключение),

— Тадеуш Плужаньский — дважды смертная казнь (заменена на заключение),

— Рышард Ямонт-Кживицкий — 8 лет заключения,

— Максимилиан Кауцкий (Maksymilian Kaucki) — 12 лет заключения,

— Витольд Ружицкий (Witold Różycki) — 15 лет заключения,

— Макарий Серадзкий (Makary Sieradzki) — пожизненное заключение,

— Ежи Новаковский (Jerzy Nowakowski) — 5 лет заключения.

## Посмертная реабилитация и память
Главная Военная Прокуратура в 1990 году инициировала пересмотр процесса группы Витольда Пилецкого. Первоначально заявление предусматривало реабилитацию, однако Тадеуш Плужаньский добился аннулирования приговора. Приговор является недействительным с 1 октября 1990 года.
Посмертно Витольд Пилецкий был награждён Командорским крестом Ордена Возрождения Польши (1995). В 2002 году против бывшего прокурора Чеслава Лапиньского, который обвинял ротмистра во время процесса, Институтом Национальной Памяти выдвинуто обвинение. Вынесение приговора не наступило из-за смерти обвиняемого в 2004 году.
30 июля 2006 президент Польши Лех Качиньский посмертно удостоил Витольда Пилецкого Ордена Белого орла.
7 мая 2008 Сенат Польши принял постановление о восстановлении в коллективной памяти поляков героической личности ротмистра Витольда Пилецкого. Этим постановлением сенаторы почтили 60-ю годовщину смерти героя Второй мировой войны.
В своей книге «Six Faces of Courage» британский историк, профессор Майкл Фут отнёс Витольда Пилецкого к числу шести самых отважных героев Второй мировой войны.
Пилецкому посвящена песня Inmate 4859 в альбоме Heroes группы Sabaton.
В 2008 году в Польше выпущена почтовая карточка с оригинальной маркой, посвященная Пилецкому, в 2009 году выпущена почтовая марка, посвященная Пилецкому.
В 2010 году выпущена серебряная монета достоинством 10 злотых,  посвященная 65-летию освобождения концлагеря Освенцим, на ней изображён портрет Пилецкого.
19 сентября 2019 года Европарламент принял резолюцию «О важности сохранения исторической памяти для будущего Европы», в которой призывает объявить 25 мая, день казни Пилецкого, Международным днём героев борьбы против тоталитаризма.

### Общественная акция «Напомним о ротмистре»
В 2008 году польский Фонд «Paradis Judaeorum» (Fundacja Paradis Judaeorum Архивная копия от 11 мая 2011 на Wayback Machine) проводил общественную акцию «Напомним о ротмистре» (Przypomnijmy o Rotmistrzu), целью которой было вернуть память о Витольде Пилецком. Организаторы кампании поставили задачи:
1. распространять свидетельства Пилецкого, в первую очередь — т. н. «Рапорт Витольда» из концлагеря Освенцим, написанный им в 1945 году (полный текст по-английски Архивная копия от 20 июня 2010 на Wayback Machine);
2. создать полнометражный фильм, рассказывающий о судьбе «добровольца в Освенциме»;
3. установить 25 мая — день казни Витольда Пилецкого — в качестве памятного дня Европейского союза — Дня героев борьбы с тоталитаризмом.

Акция была приурочена к 60-й годовщине смерти Витольда Пилецкого, а также к 65-й годовщине его побега из концлагеря Освенцим.

### В популярной культуре
В 2014 году шведской хэви-пауэр-метал группой Sabaton была выпущена песня "Inmate 4859", кратко рассказывающая о жизни Витольда Пилецкого.